# Андигола
Андигола је насељено место у граду Чазми, Бјеловарско-билогорска жупанија, Република Хрватска.

## Историја
До територијалне реорганизације у Хрватској била је у саставу старе општине Чазма.

## Становништво
У попису становништва из 2011. године, Андигола је имала 15 становника.
| Број становника према пописима | Број становника према пописима | Број становника према пописима | Број становника према пописима | Број становника према пописима | Број становника према пописима | Број становника према пописима | Број становника према пописима | Број становника према пописима | Број становника према пописима | Број становника према пописима | Број становника према пописима | Број становника према пописима | Број становника према пописима | Број становника према пописима | Број становника према пописима |
| ------------------------------ | ------------------------------ | ------------------------------ | ------------------------------ | ------------------------------ | ------------------------------ | ------------------------------ | ------------------------------ | ------------------------------ | ------------------------------ | ------------------------------ | ------------------------------ | ------------------------------ | ------------------------------ | ------------------------------ | ------------------------------ |
| 1857                           | 1869                           | 1880                           | 1890                           | 1900                           | 1910                           | 1921                           | 1931                           | 1948                           | 1953                           | 1961                           | 1971                           | 1981                           | 1991                           | 2001                           | 2011                           |
| 0                              | 0                              | 0                              | 0                              | 0                              | 19                             | 30                             | 23                             | 143                            | 151                            | 127                            | 77                             | 46                             | 22                             | 14                             | 15                             |

Напомена: Исказује се као насеље од 1948. године. Садржи податке за некадашње насеље Копчић-Брдо које је од 1910. до 1931. године исказивано као насеље.

### Попис1991.
У попису из 1991. године, Андигола је имала 22 становника.
| Попис 1991.‍ | Попис 1991.‍ | Попис 1991.‍ | Попис 1991.‍ | Попис 1991.‍ |
| ----------- | ----------- | ----------- | ----------- | ----------- |
|             |             |             |             |             |
| Хрвати      | Хрвати      |             | 19          | 86,36%      |
| Словенци    | Словенци    |             | 3           | 13,63%      |
| укупно: 22  |             |             |             |             |

### Попис1910.
| Андигола                      | Андигола                          |
| ----------------------------- | --------------------------------- |
| Језик                         | Вера                              |
| укупно: 19 Хрватски 19 (100%) | укупно: 19 Римокатолици 19 (100%) |